# Fougasse

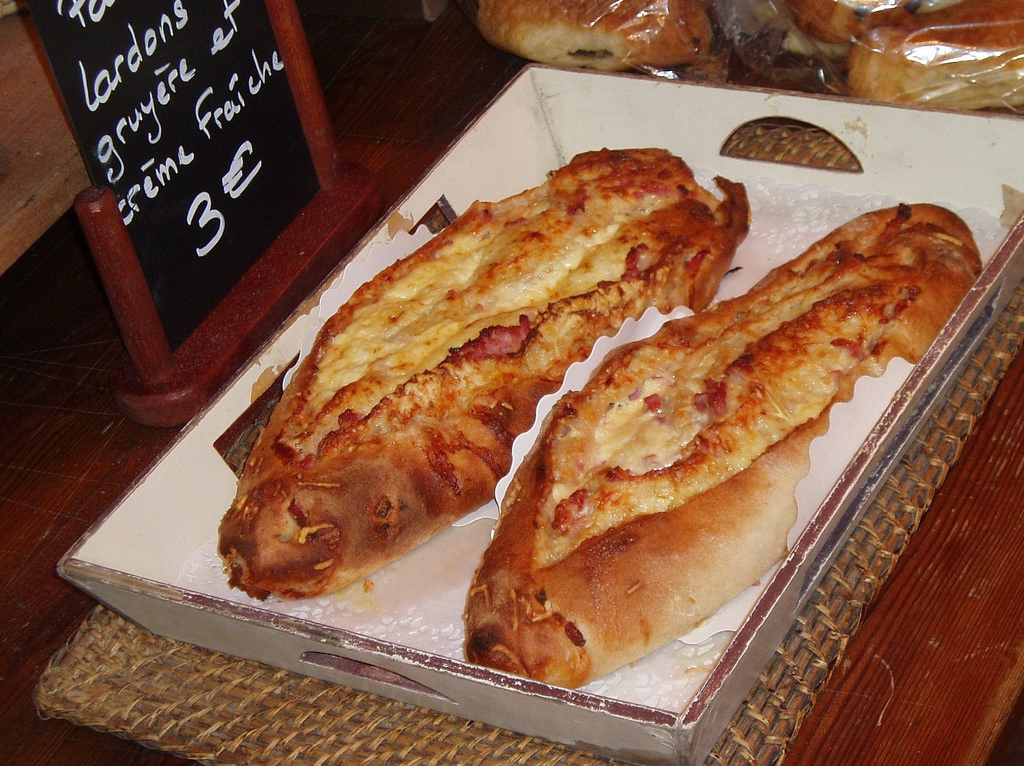
Fougasse

Fougasse is een soort brood dat oorspronkelijk uit de Franse streek Provence komt. Andere streken in Frankrijk hebben vaak een eigen variant. Fougasse kan ook andere betekenissen hebben.

## Beschrijving
De fougasse kan in allerlei vormen worden gekneed of gesneden. Er bestaat een zoute en een zoete variant. De eerste lijkt enigszins op de Italiaanse calzone, waarin kaas, spek, olijven, enz. zit. Zo bevat Fougasse aux gratons kaantjes. De zoete variant bevat vaak nootjes en gedroogd fruit. Doordat fougasse vaak gevuld wordt met andere ingrediënten wordt het meer gezien als een "luxe broodje" dan een gewoon brood. Fougasse wordt vaak gegeten op kerstavond.

## Geschiedenis
In het oude Rome was panis focacius een plat soort brood dat gebakken werd in de as van de haard (focus in het Latijn). Hieruit ontstond een groot aanbod van brood dat onder meer "focaccia" in de Italiaanse keuken, "fugassa" in de Ligurische taal, "fougasse" in de Provence en "fouaisse" of "foisse" in Bourgondië. De Franse versies zijn vaak aangevuld met olijven, kaas, ansjovis etc. Dit brood kan worden beschouwd als een primitieve vorm van een pizza zonder tomaat. 
Fougasse werd van oudsher gebruikt om de temperatuur van een met hout gestookte oven te bepalen. De tijd die nodig is om het brood te bakken geeft aan hoe hoog de temperatuur van de oven is en zo kan men beoordelen of de rest van het brood kan worden geladen.

Schema van een fougasse (mijn)

## Andere betekenissen
Een fougasse is tevens een militaire term voor een 'floddermijn', een lichte of provisorisch gemaakte landmijn. Ook wordt de term gebruikt voor een gat in de grond, waarin een explosief geplaatst kan worden, oorspronkelijk buskruit met projectielen. In de vestingbouw is een fougassegalerij een tunnel die gegraven wordt om fougasses in de nabijheid van de vijand tot ontploffing te brengen.